# Rostrale zuil van Gaius Duilius
De rostrale zuil van Gaius Duilius (in het Latijn: Columna Rostrata C. Duilii) was een maritieme erezuil, oorspronkelijk geplaatst op het Forum Romanum. De zuil is verloren gegaan, maar werd in de 16e eeuw deels teruggevonden. Deze zuil, die in 1565 op het Forum Romanum werd ontdekt, geldt als het archetype van de columna rostrata. Alleen de oorspronkelijke sokkel, met een inscriptie in het Latijn, is bewaard gebleven.

## Rostrale zuilen in de Romeinse geschiedenis
De oudst bekende vermelding van een rostrale erezuil (columna rostrata) in de Romeinse geschiedenis betreft de zuil van Gaius Maenius, opgericht in 338 v.Chr. (anno urbis conditae 416). Maenius behaalde als consul dat jaar een overwinning op de Latijnse vloot van de stad Antium, waarmee hij de Romeinse overheersing in Latium voltooide. Ter herinnering aan deze overwinning liet hij zes scheepsrammen (rostra) van de verslagen oorlogsschepen bevestigen aan een zuil op het Forum Romanum. Dit was op de plaats waar redenaars het Romeinse volk toespraken, het spreekgestoelte dat vanaf dat moment bekendstond als de Rostra. 
Ook ter ere van Gaius Duilius werden meerdere rostrale zuilen opgericht. Hij won als consul in 260 v.Chr. de Slag bij Mylae tegen de Carthagers tijdens de Eerste Punische Oorlog. Hij was de eerste Romein die een triomftocht hield na een overwinning op zee. De ramstevens van de veroverde schepen werden verwerkt in deze zuilen, waarvan er één werd geplaatst op het Rostra en een andere bij de ingang van het Circus Maximus. Deze monumenten symboliseerden zowel Rome’s maritieme ambities als Duilius’ persoonlijke roem.
Ook onder keizer Augustus werd de traditie van rostrale zuilen voortgezet. Na zijn overwinning op Egypte, waarbij hij de volledige controle over het rijk verwierf, nam hij vele scheepsrammen als oorlogsbuit. Met deze rostra liet hij vier rostrale zuilen oprichten op het Forum Romanum. Deze werden later door keizer Domitianus verplaatst naar het Capitool. Augustus liet bovendien de oudere zuil van Gaius Duilius en de bijbehorende inscriptie restaureren. Hiermee positioneerde hij zich in de traditie van Romeinse zeeoverwinnaars uit de republikeinse tijd.

## Opgraving en navolging
Hoewel de zuil verloren is gegaan, werd zij in 1565 deels teruggevonden. In de zestiende eeuw werd de zuil getekend en afgebeeld in prenten. Ook verscheen ze op enkele schilderijen, zoals in een werk van Allori in Poggio a Caiano. De zuil diende vervolgens als inspiratie voor andere maritieme erezuilen die later werden opgericht.
De sokkel en reconstructie van de rostrale zuil bevindt zich nu in de Capitolijnse Musea, in het Palazzo Nuovo. De originele inscriptie – het zogenoemde elogium Duilii uit de 3e eeuw v.Chr. – is daarmee bewaard gebleven.

## Galerij

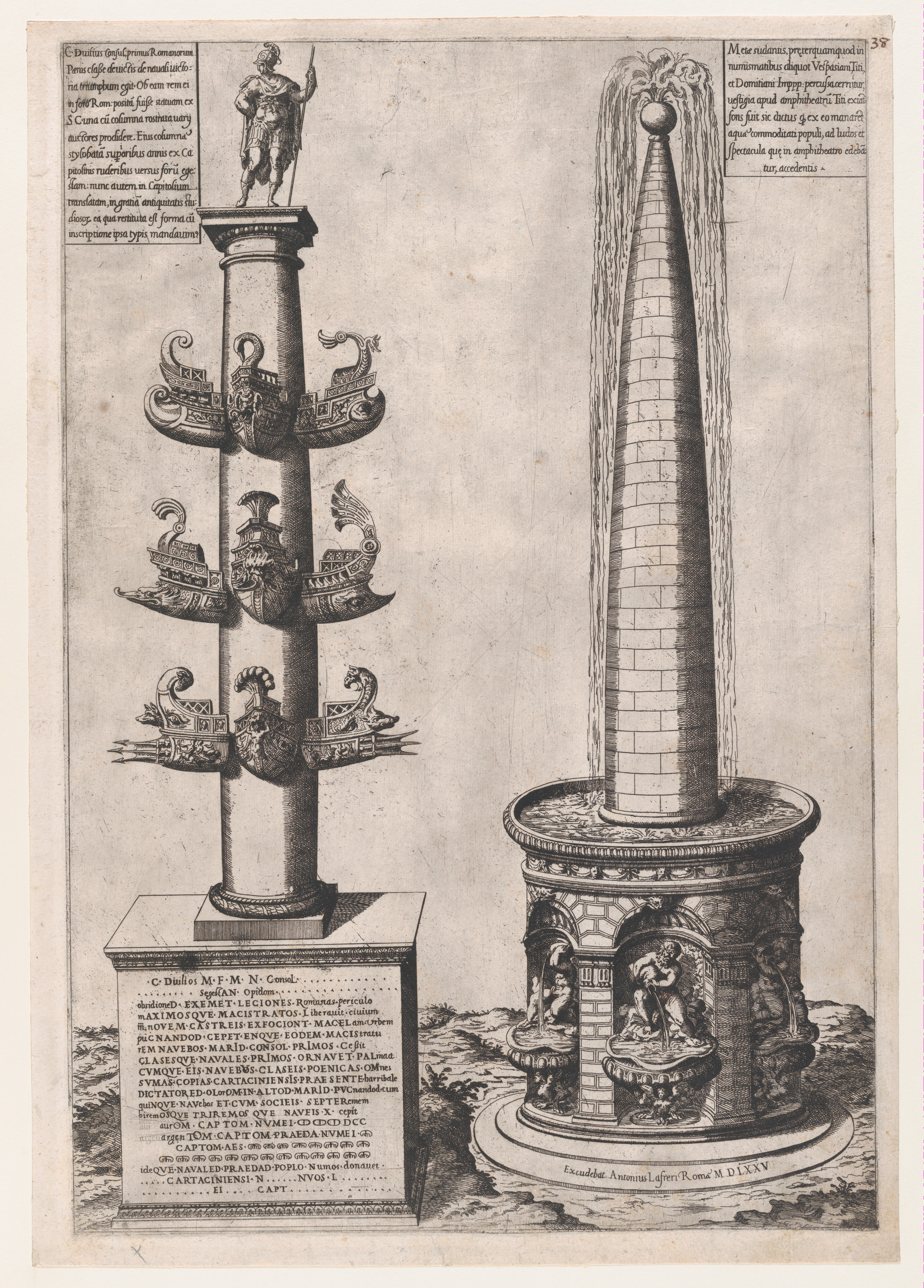
Zuil van Gaius Duilius in de Speculum Romanae Magnificentiae, Antonio Lafreri, 1577
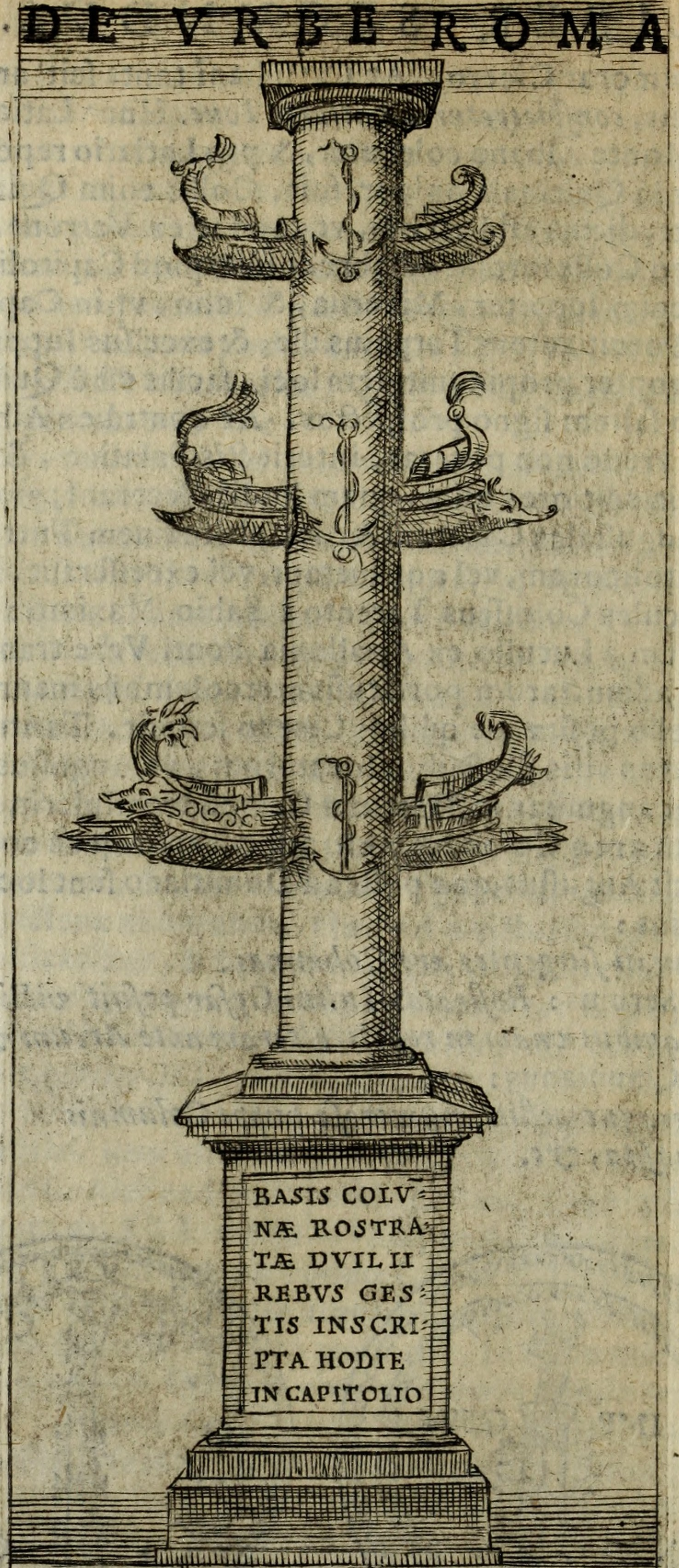
Alessandro Donati, 1584-1640
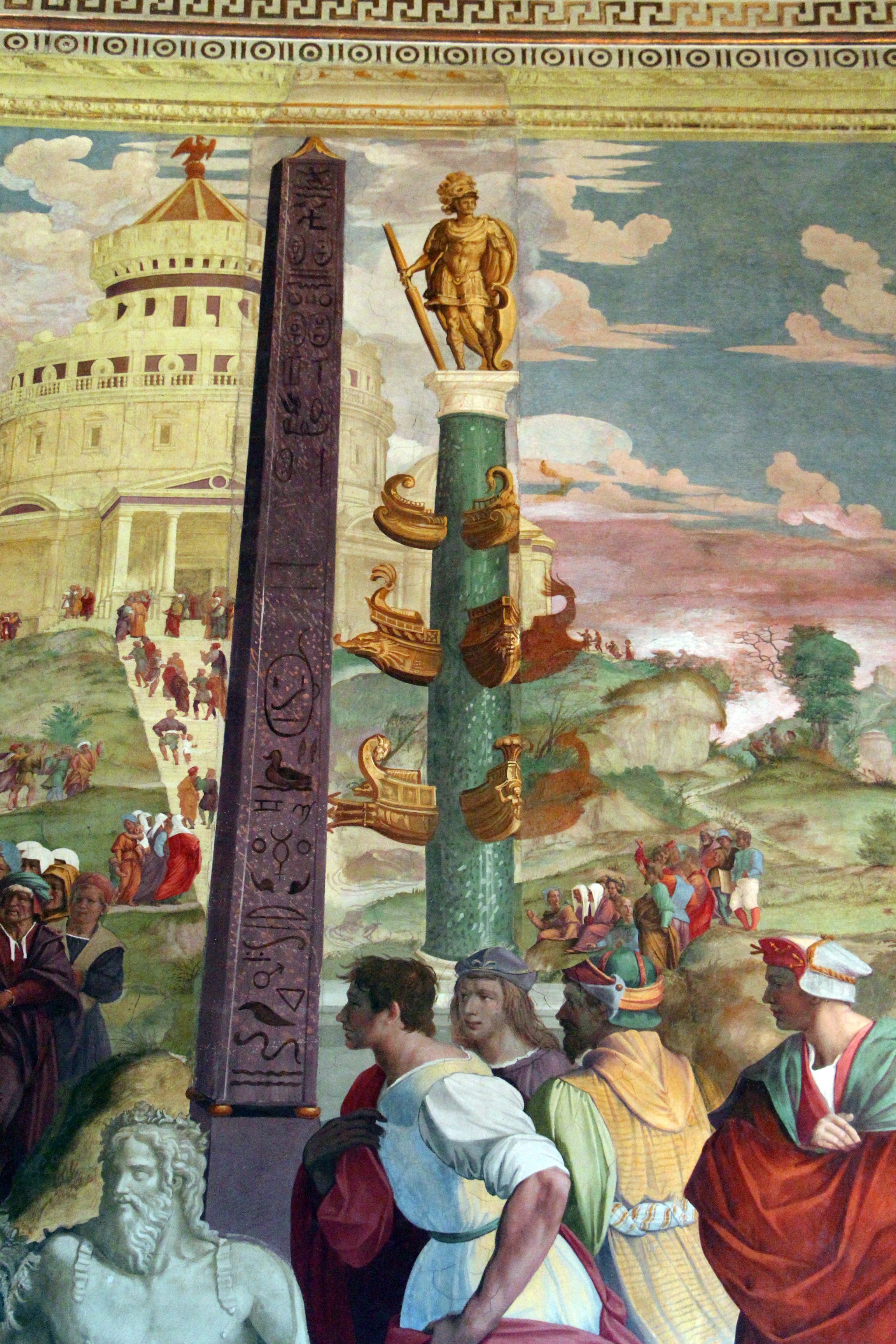
Poggio a Caiano, Allori, ca. 1578-82
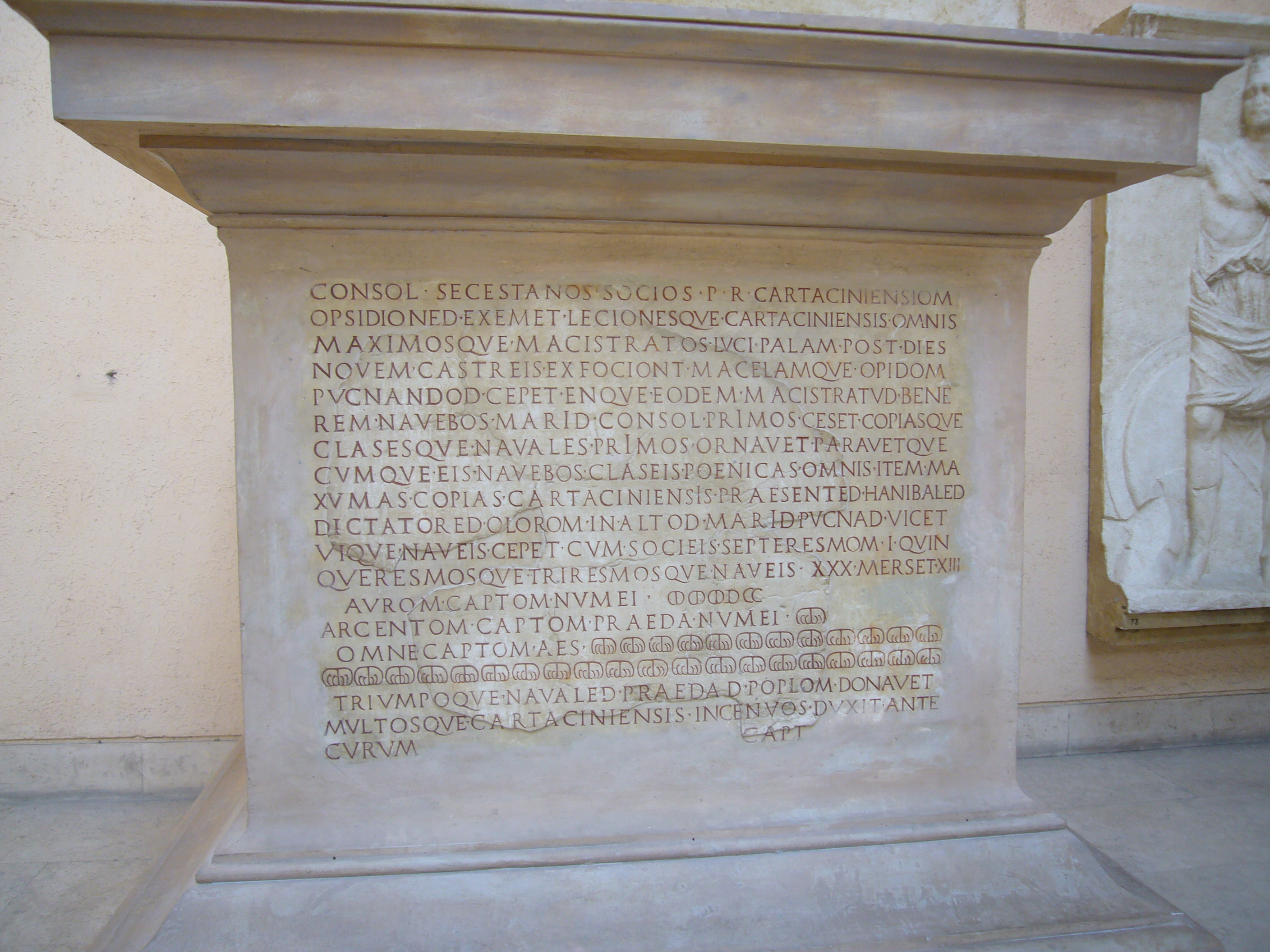
Inscriptie elogium Duilii